# Мартильо-и-Моран, Нарциса де Хесус
Нарциса (Нарки́сса) де Хесус Мартильо-и-Моран (исп. Narcisa de Jesús Martillo y Morán, 1832, Nobol Canton, Гуаяс — 8 декабря 1869, Лима) — святая Римско-Католической Церкви, мирянка-доминиканка.

## Биография
Нарциса родилась 19 октября 1832 года в многодетной семье богатого землевладельца. После смерти матери в 1838 году Нарциса была вынуждена взять на себя большую часть ведения домашнего хозяйства. С раннего детства Нарциса отличалась особой набожностью. Она часто молилась в одиночестве в небольшом лесу недалеко от дома. Дерево гуава, возле которой молилась Нарциса, сегодня является местом католического паломничества. Выбрав себя в покровители святую Марианну де Хесус де Паредес, Нарциса старалась быть похожей на неё.
После смерти отца в 1852 году Нарциса переехала в Гуаякиль, где стала жить у знакомой семье. В это время Нарциса начинает заниматься благотворительной деятельностью, ухаживая за больными, оказывая помощь бедным и брошенным детям. Она устроилась швеёй на местную ткацкую фабрику, чтобы иметь средства для своей благотворительной деятельности и материальной помощи своим восьми братьям и сёстрам. Позднее Нарциса переехала в город Куэнка, где стала жить с монашеской группой, основанной Мерседес де Хесус Молина.

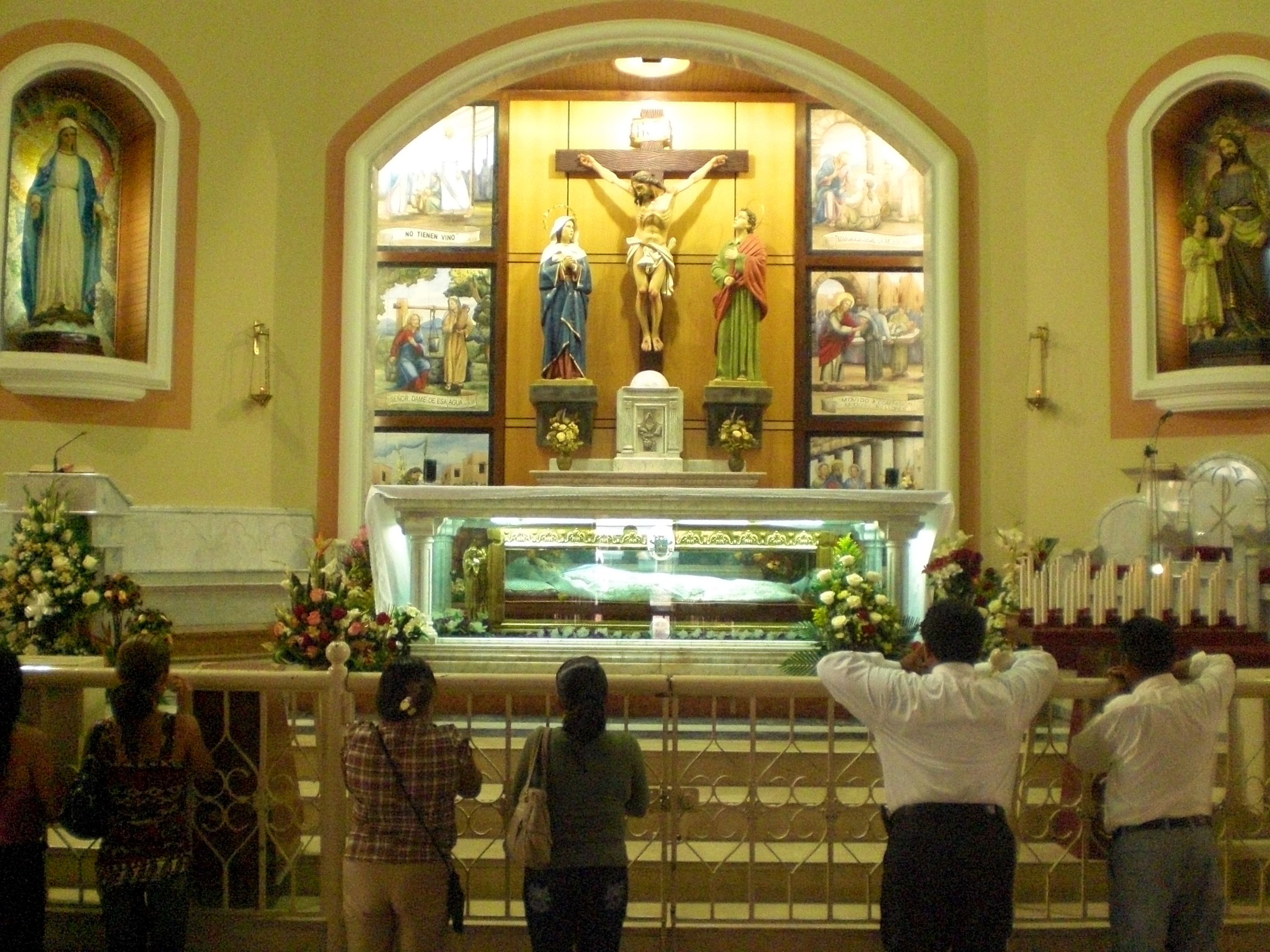
Мощи святой Нарцисы, санктуарий, Ноболь, Эквадор

В июне 1868 года Нарциса переехала в Лиму, Перу, где присоединилась к монахиням-францисканкам. Живя в монастыре, Нарциса, не приняв монашеских обетов, вела отшельническую жизнь. Она пребывала в уединённой молитве долгие часы, подвергая себя различным аскетическим практикам.
В начале декабря 1869 году Нарциса серьёзно заболела и умерла 8 декабря 1869 года от лихорадки.

## Прославление
Нарциса де Хесус Мартильо-и-Моран была беатифицирована 25 октября 1992 года папой Иоанном Павлом II и канонизирована 12 октября 2008 года папой Бенедиктом XVI.
День памяти в католической церкви — 30 августа.